# Boris Iofan

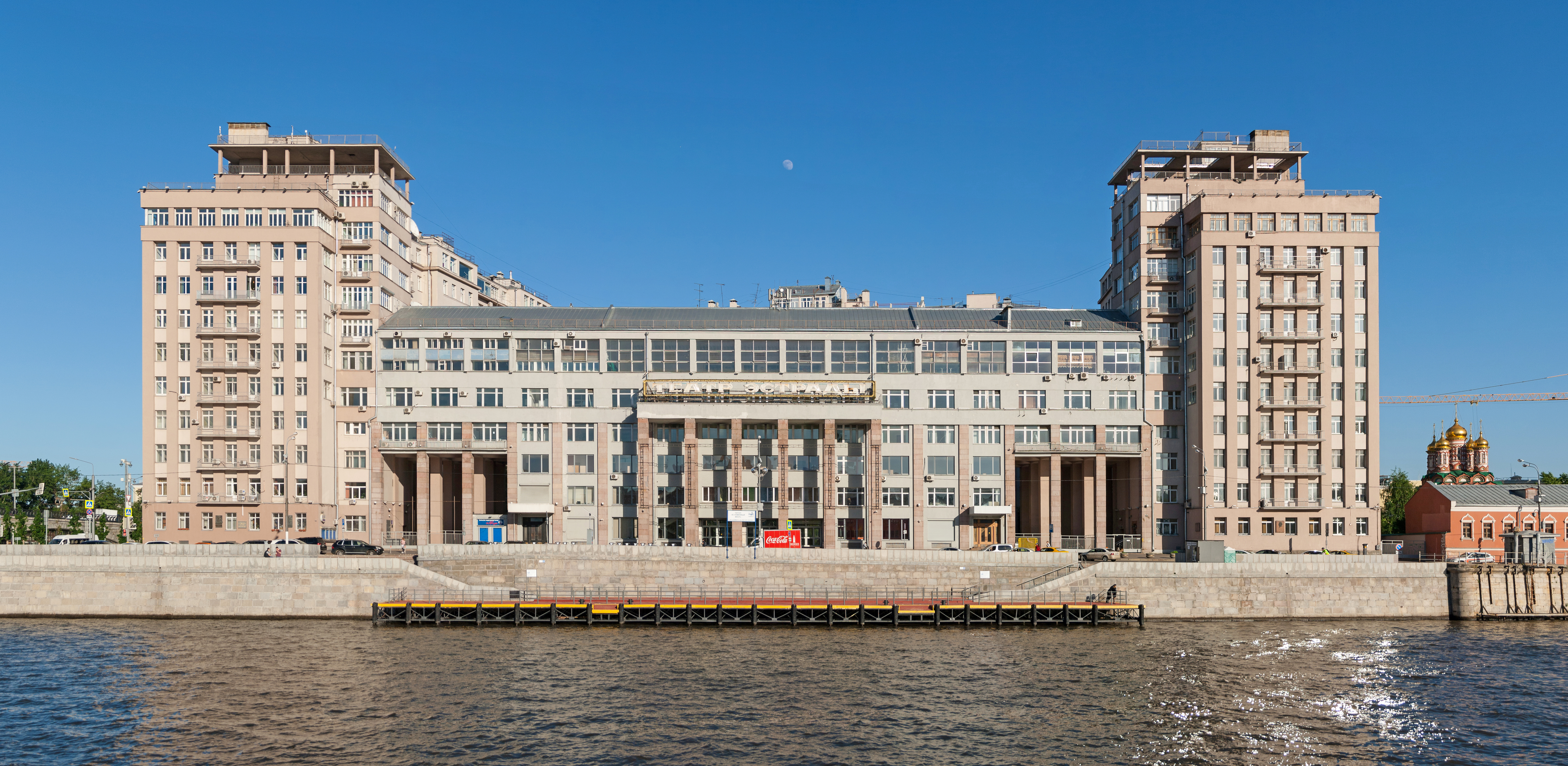
La Casa sul lungofiume come appare oggi

Boris Michajlovič Iofan (in russo Борис Михайлович Иофaн?; Odessa, 28 aprile 1891 – Mosca, 11 marzo 1976) è stato un architetto sovietico, conosciuto per gli edifici in stile staliniano come la Casa sul lungofiume o il palazzo dei Soviet a Mosca.

## Biografia

### Primi anni
Nato ad Odessa, in Ucraina, si laureò in architettura in Italia nel 1916 presso il Regio istituto superiore di belle arti, a Roma. Fu allievo di Armando Brasini. Inizialmente seguì la tradizione neoclassica, e la sua prima realizzazione fu, nel 1929, il sanatorio per l'élite del PCUS a Barvicha, nei pressi di Mosca, che gli valse l'attenzione del partito.
Nel 1931 costruì l'edificio residenziale per la nomenklatura chiamato Casa sul lungofiume (in russo Дом на набережной), che aveva 505 appartamenti, due teatri e negozi al dettaglio. Iofan visse a lungo nel palazzo, che divenne anche un edificio simbolo per lo stalinismo.

### Il palazzo dei Soviet
Il progetto di Iofan per il palazzo dei Soviet vinse il concorso indetto nel 1932 (il primo premio andò a pari merito a tre disegni, ma Stalin lo assegnò poi a Iofan). Lo stesso progetto gli valse anche una medaglia d'oro all'Esposizione universale del 1937 a Parigi, dedicata all'arte e alla tecnologia nella vita moderna. La cattedrale di Cristo Salvatore, una chiesa iniziata dallo zar Alessandro I di Russia e consacrata da Alessandro III, venne abbattuta per la costruzione del palazzo prima che iniziasse il concorso. La costruzione del palazzo dei Soviet procedette lentamente: nel giugno del 1941 i lavori vennero fermati quando le impalcature di acciaio raggiungevano il 50º piano. Le strutture vennero rimosse e fuse per realizzare armi a causa della guerra. Nel 1958 al posto dell'edificio venne costruita la piscina Moskva ed i lavori per il palazzo vennero definitivamente abbandonati.
Iofan disegnò anche i padiglioni sovietici per l'Esposizione universale di Parigi del 1937 e di New York nel 1939. In seguito si offrì di costruire il grattacielo dell'Università statale di Mosca nel 1947, ma il compito venne affidato a Lev Rudnev. Il 20 ottobre 1970 Iofan venne nominato architetto del popolo dell'Unione Sovietica. Morì a Mosca l'11 marzo 1976, ed è sepolto nel cimitero di Novodevičij.